# Stockholm Archipelago Trail
Der Stockholm Archipelago Trail ist ein Netzwerk von Wanderwegen, das sich über etwa 270 Kilometer durch den Stockholmer Schärengarten in Schweden erstreckt. Von Arholma im Norden bis Landsort im Süden bietet jeder Abschnitt des Weges ein einzigartiges Erlebnis und ist über das öffentliche Fährtransportsystem der Region erreichbar.
Im Jahr 2024 umfasste der Stockholm Archipelago Trail 20 Inseln. Die Anzahl der Inseln soll in Zukunft steigen. Jeder Weg ist mit einer der Kategorien „leicht“, „mittel“ oder „anspruchsvoll“ gekennzeichnet. Informationen zu den verschiedenen Wegen, zur Zugänglichkeit, zu Übernachtungsmöglichkeiten und mehr finden sich auf der offiziellen Website des Stockholm Archipelago Trail.
Der Stockholm Archipelago Trail hat internationale Anerkennung erhalten, darunter von der Zeitschrift Die Welt,National Geographic, die den Stockholm Archipelago Trail im Oktober 2024 als eines der 25 besten Reiseziele für 2025 bezeichnet hat.
Der Stockholmer Schärengarten besteht aus über 30.000 Inseln und ist damit einer der größten Schärengärten der Welt. Der Stockholm Archipelago Trail trägt zur Erhaltung der empfindlichen natürlichen Umgebung des Schärengartens bei, indem er die Besucherströme auf den Inseln steuert, um einen nachhaltigen Tourismus zu gewährleisten. Er hebt außerdem das kulturelle Erbe der Region hervor und schafft Möglichkeiten für mehr Menschen, sich im Schärengarten niederzulassen.
Reisende können ihre Wanderung individuell gestalten, indem sie entweder mit Zelten an ausgewiesenen Campingplätzen übernachten oder in Hotels und Gasthöfen entlang des Weges. Die Verfügbarkeit von Unterkünften und Restaurants variiert saisonal, da viele Einrichtungen nur im Sommer geöffnet sind. Dies betrifft auch Fährverbindungen, deren Fahrpläne sich im Laufe des Jahres ändern. Dadurch erfordert das Reisen zwischen den Inseln insbesondere außerhalb der Sommermonate sorgfältiger Planung. Diese Faktoren machen die Wanderung je nach Jahreszeit mehr oder weniger anspruchsvoll.

## Abschnitte
Die Stockholm Archipelago Trail ist auf der Karte rot markiert.
- A Arholma – mittel
- B Lidö – mittel
- C Furusund – leicht
- D Yxlan – mittel
- E Finnhamn – mittel
- F Ingmarsö – leicht
- G Brottö – leicht
- H Svartsö – leicht
- I Möja – leicht
- J Grinda – mittel
- K Sandhamn – leicht
- L Runmarö – mittel
- M Nämdö – mittel
- N Ornö – mittel
- O Fjärdlång – mittel
- P Utö – anspruchsvoll
- Q Rånö – leicht
- R Ålö – anspruchsvoll
- S Nåttarö – anspruchsvoll
- T Landsort – mittel

## See also
- Jedermannsrecht – „allemansrätten“